# Przydomowa oczyszczalnia ścieków

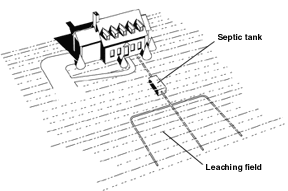
Schemat oczyszczalni z widocznym osadnikiem gnilnym i polem rozsączającym.

Przydomowa oczyszczalnia ścieków (POS) – zespół urządzeń służących do neutralizacji ścieków wytwarzanych w domu lub małym zgrupowaniu domów.
Warunkiem prawidłowej eksploatacji przydomowej oczyszczalni jest jej umiejętna obsługa, polegająca na następujących czynnościach: okresowa kontrola składu odpływu, ewentualnie indeksu osadu czynnego, odpowiednia regulacja natlenienia i uzupełnianie kultur mikroorganizmów, usuwania osadu i kożucha z osadnika raz w roku lub po wypełnieniu osadnika osadem do połowy.
Problem unieszkodliwiania ścieków odprowadzanych z domów regulowany jest rozporządzeniem Ministra Środowiska z dnia 24 lipca 2006 r. w sprawie warunków, jakie należy spełnić przy wprowadzaniu ścieków do wód lub do ziemi, oraz w sprawie substancji szczególnie szkodliwych dla środowiska wodnego (Dz.U. z 2006 r. nr 137, poz. 984). Zgodnie z § 11 ust. 5 rozporządzenia, ścieki pochodzące z gospodarstwa domowego mogą zostać odprowadzone do ziemi w granicach gruntu będącego własnością wprowadzającego, przy zachowaniu następujących warunków:
- ilość ścieków nie przekracza 5 m³/dobę,
- BZT5 ścieków jest zredukowane o co najmniej 20% a zawartość zawiesin ogólnych o 50% w wyniku wstępnego oczyszczenia,
- miejsce wprowadzania ścieków oddziela od poziomu wodonośnego warstwa gruntu miąższości co najmniej 1,5 metra.

Dodatkowymi kryteriami są kryteria związane z terenami dla których nie ma miejscowego planu zagospodarowania przestrzennego. O możliwości powstania oczyszczalni stanowią wtedy również przepisy szczególne, między innymi te z zakresu ochrony środowiska. Uniemożliwiają one budowę oczyszczalni na:
- obszarach objętych ochroną (parki krajobrazowe, strefy ochronnych ujęć wody)
- obszary zagrożone powodziami
- obszary narażone na zalewanie wodami opadowymi

## Rozwiązania technologiczne POS
W przydomowych oczyszczalniach ścieków oczyszczanie następuje w dwóch etapach:  
- Oczyszczanie mechaniczne i beztlenowe (przy pomocy bakterii beztlenowych)
- Oczyszczanie tlenowe (przy pomocy bakterii tlenowych)

Pierwszy etap oczyszczania następuje w osadniku gnilnym lub osadniku Imhoffa, polega na wprowadzeniu do osadnika nieczystości, które są najpierw mechanicznie rozdzielane (przy pomocy grawitacji) na osad cięższy od wody oraz zawiesinę lżejszą od wody (najczęściej z tłuszczów). Osad ulega procesowi fermentacji, w której cząstki zanieczyszczeń są rozkładane na substancje rozpuszczalne w wodzie i nierozpuszczalne substancje mineralne, które odkładają się na dnie osadnika. Osadniki są zwykle złożone z dwóch, trzech lub więcej komór które są ułożone w poprzek osadnika (z wyjątkiem jednokomorowych osadników Imhoffa). Realizację komór przeprowadza się poprzez zastosowanie przegród prostopadłych do osi zbiornika. Przegrody mają za zadanie zapobiec przedostawaniu się dalej osadów oraz zawiesin. Ewentualne przedostanie się zanieczyszczeń stałych powoduje zamulenie i utratę wydajności oczyszczalni. Pierwszy etap powinien trwać co najmniej 72 godziny, co powoduje że wielkość osadnika gnilnego jest uzależniona od dobowej ilości ścieków.
Drugim etapem jest oczyszczanie tlenowe które może być przeprowadzone z użyciem urządzeń napowietrzających lub z udziałem drenażu. Pierwszy wariant wymaga zastosowania kompresora, co wiąże się ze zwiększonymi kosztami energii lecz jednocześnie zwiększa się dobowa sprawność oczyszczalni i oczyszczoną wodę można odprowadzić do studni chłonnej lub wód powierzchniowych, co powoduje że wymiary całej instalacji są stosunkowo niewielkie. Drugi wariant nie potrzebuje energii, lecz wymaga znacznej powierzchni na drenaż rozsączający, a sprawność dobowa jest mniejsza w porównaniu z wariantem pierwszym.
Po pierwszym etapie oczyszczania uzyskuje się 60% redukcję zanieczyszczeń, natomiast po drugim etapie 90% redukcję zanieczyszczeń.
Oprócz wyżej wymienionych spotyka się następujące rozwiązania technologiczne:
- drenaż rozsączający
- filtr piaskowy (gruntowy)
- oczyszczalnia hydrobotaniczna
- złoże biologiczne + osadnik wtórny
- niskoobciążona komora osadu czynnego + osadnik wtórny